# Noyonnais
Le Noyonnais (en picard: Noéyonnais) est un pays traditionnel de Picardie et une petite région des Hauts-de-France situé à la pointe nord-est du département de l'Oise et en partie dans le département de l'Aisne. Il se singularise par son relief et son paysage. Le Noyonnais, polarisé par la ville de Noyon, correspond au bassin hydrographique de la rive droite de l'Oise entre le Beauvaisis à l'ouest et la Thiérache à l'est, le Santerre et le Vermandois au nord et le Soissonnais et le Laonnois au sud. 
Historiquement, le comté-pairie de Noyon ou quartier de Noyon, détaché du Vermandois au XVe siècle, aurait été rattaché un temps au gouvernement de Picardie, avant d'être rattaché à celui d'Île-de-France jusqu'en 1789, date de leur dissolution. Sur le plan des provinces, le Noyonnais est considéré comme un pays appartenant à la province de Picardie.
La communauté de communes du Pays Noyonnais (cœur de la Picardie administrative de 1960) créée en mars 2005 ne correspond qu'à la partie centrale du Noyonnais naturel et historique.

## Héraldique
| blason du Noyonnais | Les armoiries du Noyonnais se blasonnent ainsi : « d'azur, semé de fleurs de lys d'or, à deux crosses d'argent, adossées, brochantes sur le tout. » |

## Géographie physique

### Nature du sol et du sous-sol
Le sol et le sous-sol du Noyonnais sont de formation tertiaire (49 à 45 millions d'années).
Le sous-sol, est ici superposé par le calcaire du Bassin parisien recouvert de sable, d'argile ou de limon.

### Relief, paysage, végétation
Un tertre escarpé domine le paysage, c'est la montagne de Noyon. 
Le Noyonnais offre au regard un paysage vallonné et bocager, couvert d'arbres. C'est le domaine de l'élevage bovin, ovin et porcin et de cultures maraîchères et fruitières notamment de fruits rouges (fraises, cerises, cassis et groseilles).

## Histoire
Il existe très tôt autour de Noyon, un important territoire, le pagus Noviomagensis, distinct du Vermandois. Vers 531, Saint-Médard, évêque de Vermand, s’installe à Noyon. Il est nommé en 532 à l'épiscopat de Tournai, première capitale du royaume des Francs, unifiant l’évêché de Tournai à celui de Noyon. 
L'évêché de Noyon est étroitement lié à la royauté franque : Charlemagne est sacré roi des Francs à Noyon en 768 et Hugues Capet en 987.
Après 1146, lorsque le pape rend à Tournai son évêque particulier, l’Évêché de Noyon est érigé en Comté-pairie et l’Évêque-Comte de Noyon fait partie des six pairs ecclésiastiques du royaume, vassaux directs du roi, considérés comme les électeurs du roi de France (évêques-ducs de Reims, de Laon, de Langres et évêques-comtes de Beauvais et de Châlons.

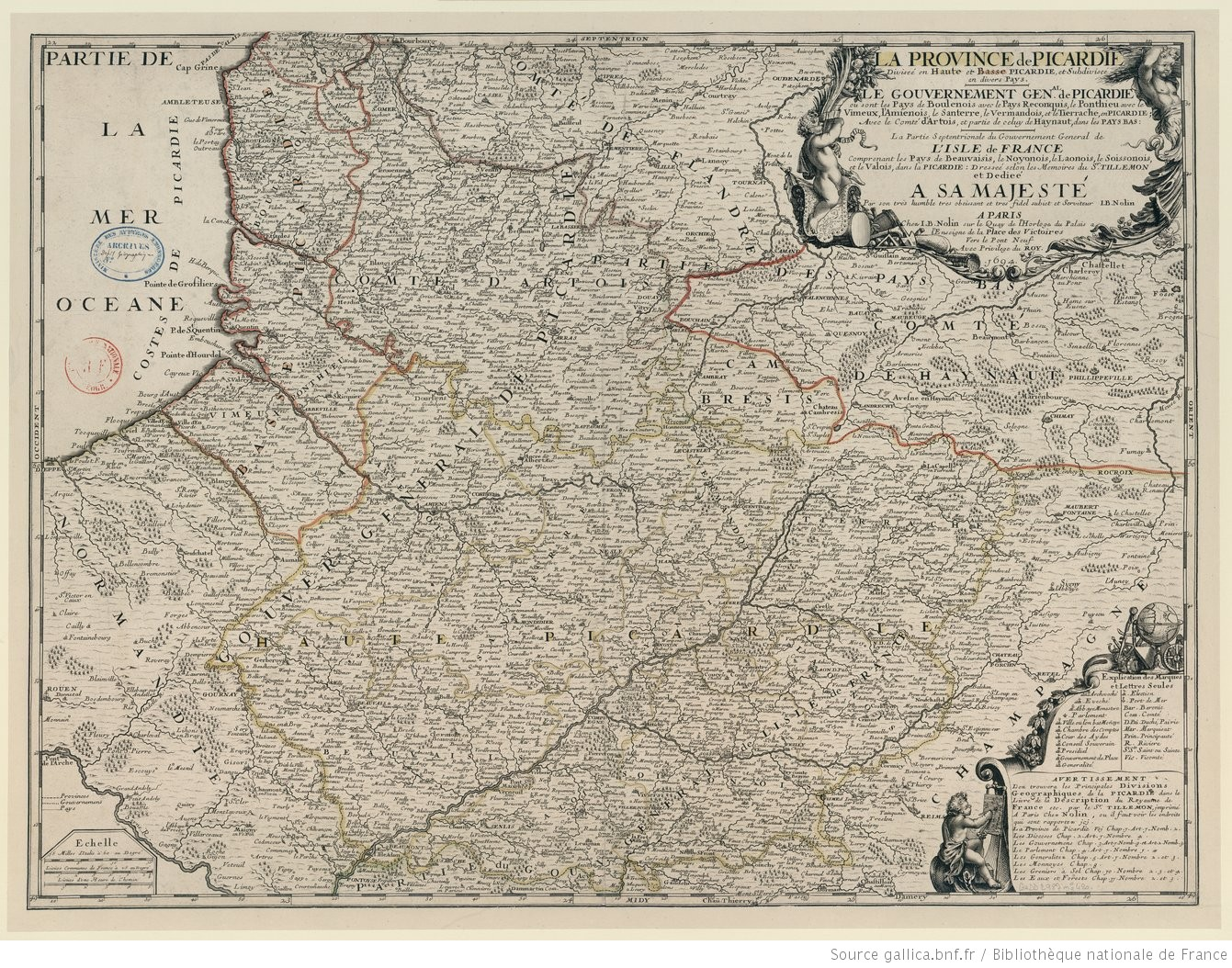
La Province de Picardie divisée en haute et basse Picardie et subdivisée en divers pays, Carte de Jean-Baptiste Nolin comprenant le Noyonnais en ladite province de Picardie.

Le Noyonnais possédait autrefois un vignoble de bonne réputation, ce serait l'une des raisons du transfert de l’évêché de Saint-Quentin vers Noyon au VIe siècle.
La création de la Généralité de Soissons à la fin du XVIe siècle détacha le Noyonnais de celle d'Amiens pour le rattacher à celle de Soissons. Sur le plan des gouvernements généraux, le Noyonnais avait été détaché du gouvernement de Picardie pour être rattaché au gouvernement de l'Île-de-France, afin d'accroître le rayon d'influence de la capitale sur les environs.

Le Noyonnais a été très durement touché par la Première Guerre mondiale notamment au cours de l'opération Michael, dernière grande offensive allemande qui visait à prendre la contrôle de la route de Compiègne et Paris en avril 1918.

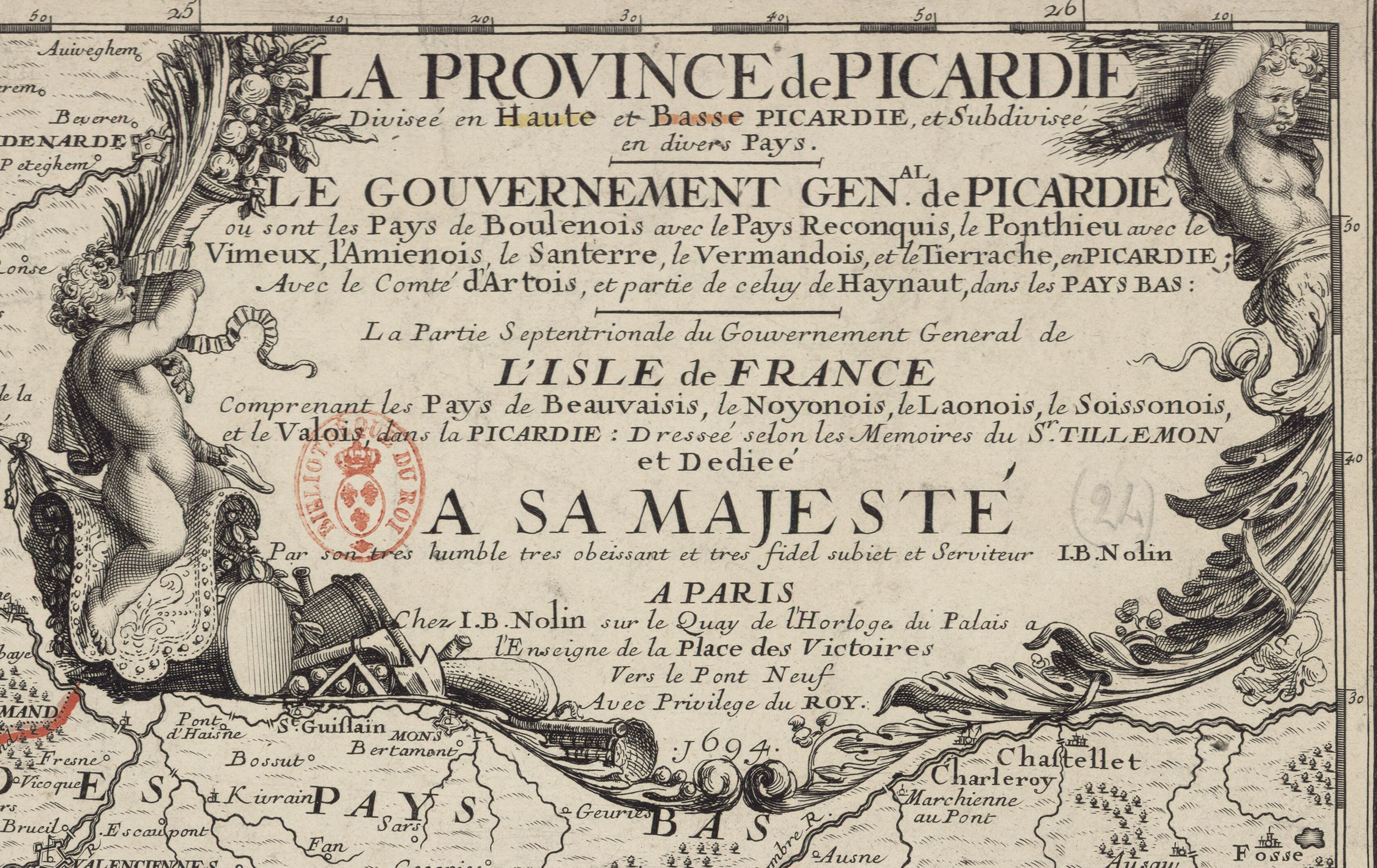
Description de la province de Picardie ; le Noyonnais est décrit comme partie de la province de Picardie et compris dans le gouvernement administratif d'Île-de-France

## Pour approfondir